# Ferdinand Oyono
Ferdinand Oyono, född 14 september 1929 i N'goulemakong nära Ebolowa i södra Kamerun, död 10 juni 2010 i Yaoundé, var en kamerunsk författare, politiker och diplomat. 
Oyono föddes i byn N'goulemakong och tillhörde betifolket. Hans mor var troende katolik och lämnade sin man när denne tog sig en andra hustru. Därefter försörjde hon sig och barnen som sömmerska. Oyono arbetade vid en missionsstation tills hans far sände honom till Paris för att studera. Där studerade han vid Faculté de Droit och École nationale d'administration.
Oyono var Kameruns ambassadör i FN från 1974 till 1982, i Algeriet och Libyen 1982–1983 och i Storbritannien och Skandinavien 1984–1985. Åren 1985–2007 ingick han i Kameruns regering, från 1992 som utrikesminister och från 1997 som kulturminister.
Under sin studietid i Paris skrev han samtidigt Une vie de boy och Le vieux nègre e la médaille. Båda är satirer. Hans hjältar är naiva entusiaster som får ett hårdhänt uppvaknande när de inser kolonialismens ondska. Chemin d'Europe (1960) är ännu en satirisk roman om en ung man som drömmer om Europa och européerna. Oyonos böcker är mycket populära, och de två första har översatts till en mängd språk.

## Verk översatt till svenska
- En boys liv (översättning Britte-Marie Bergström, 1977) (Une vie de boy 1956)